# اختلال هویت تمامیت بدن

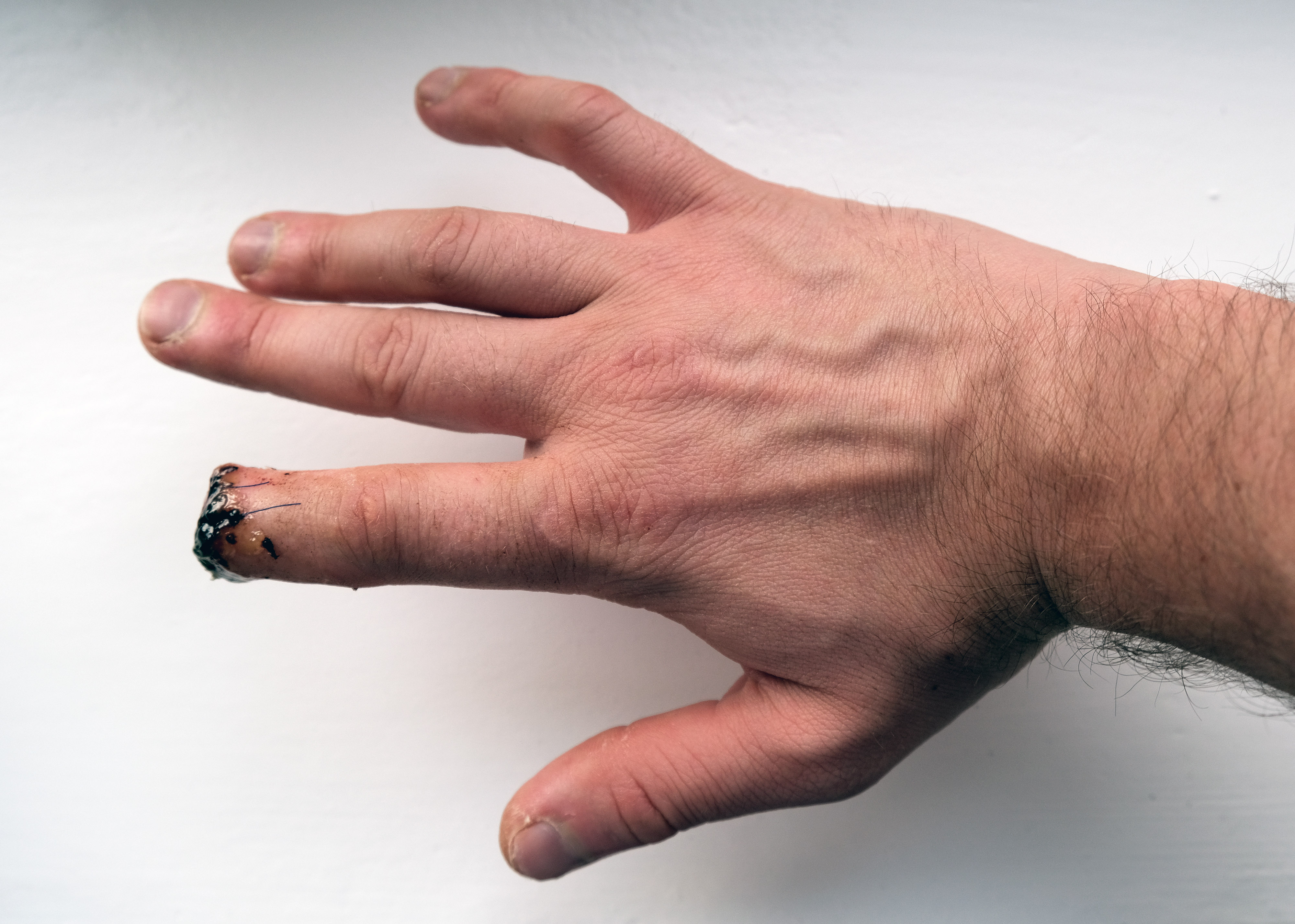
قطع‌کردن انگشت اشاره.

اختلال هویت تمامیت بدن (به انگلیسی: Body integrity identity disorder) و به صورت مخفف BIID یک اختلال روانشناختی و عصبی است که مبتلایان به ان احساس می‌کنند که یک یا چند عضو سالم بدنشان در واقع متعلق به بدن آن‌ها نیست و اگر ان عضو یا اعضاء را جدا کنند زندگی راحت‌تری خواهند داشت.

علت این اختلال ناشناخته مانده است. یک تئوری علت ان را ناتوانی عصبی مغز در ترسیم و درک فرم کامل بدن و گنجاندن عضو یا اعضاء مذکور در زمره اعضاء بدن بیان می‌کند.

علائم این اختلال اغلب قویا احساس می‌شوند. مبتلایان به این اختلال با بخشی از بدن خود، مانند یک عضو مشخص، احساس راحتی نمی‌کنند و یقین دارند که قطع یا معلول سازی ان عضو ناراحتی آن‌ها را رفع خواهد کرد. مبتلایان به این اختلال ممکن است نسبت به معلولین شدیداً احساس حسادت کنند. آن‌ها ممکن است در میان جمع یا در تنهایی وانمود کنند که معلول هستند. آن‌ها ممکن است تلاش کنند تا به عضو مذکور صدمه بزنند طوری که به قطع ان بینجامد. آن‌ها عموماً از افکار خود احساس خجالت کرده و سعی می‌کنند افکار خود را از دیگران مخفی نگه دارند.اکثر مبتلایان به این اختلال مردان میان سال سفید پوست هستند. تفاوت میان مبتلایان ممکن است به اندازه‌ای که قبلاً تصور می‌شد نباشد. معمول‌ترین درخواست مبتلایان به این اختلال قطع پای چپ از بالای زانو است و البته ممکن است دست‌ها را هم در بر گیرد یا خود را به صورت میل به فلج شدن نشان دهد یا حتی حس‌هایی مانند بینایی یا شنوایی را شامل شود.
طی تحقیقاتی که انجام شده‌است صاحب نظران معتقد هستند این بیماری بیشتر عصبی بوده و در این بیماران قسمت چپ بخش قدامی مغز کوچکتر و همچنین حجم بزرگ بخش خاکستری مخچه (لوب Vlla) کاهش یافته‌است.

## ملاحظات اخلاقی
ایده معلول سازی کلینیکی مبتلایان به این اختلال شدیداً مورد مباحثه است. عده‌ای از ایده معلول سازی مبتلایانی که با اقدامات روانپزشکی و دارویی قابل معالجه نیستند حمایت می‌کنند. و عده‌ای با اشاره به برگشت ناپذیری معلول سازی، روش‌های روانپزشکی را توصیه می‌کنند.